# ミーク・ミル
ミーク・ミル (英: Meek Mill、本名: Robert Rihmeek Williams、1987年5月6日 - ) とは、アメリカ合衆国ペンシルバニア州フィラデルフィア出身のラッパー、ソングライター、活動家である。
バトルラッパーとしてキャリアをスタートし、多数のミックステープを発表。2012年にアルバム『Dreams and Nightmares』でデビュー。2015年の2作目のアルバム『Dreams Worth More Than Money』はBillboard 200で1位を記録。2016年には3作目『Wins & Losses』をリリース。2018年の4作目『Championships』は全米1を記録、ドレイクをフィーチャーした楽曲「Going Bad」はBillboard Hot 100で最高6位とヒットした。

## 来歴
1987年5月6日、ミーク・ミルことロバート・リーミーク・ウィリアムズはペンシルバニア州サウス・フィラデルフィアで生まれる。父親はミークが5歳の時に強盗未遂の最中に殺害された。父親の死後、母親と共にノース・フィラデルフィアに引っ越した。ミークの父親の兄弟は、グランマスター・ネル（Grandmaster Nell）というMC名で活躍した1980年代後半のフィラデルフィア・ヒップホップ・シーンのDJであった。
10代前半、ミーク・ミルズというペンネームでラップバトルに参加していた。その後、3人の友人とラップグループ、ブラッドハウンズ（The Bloodhoundz）を結成する。2006年にはミックステープの自主リリースを始めた。
2008年、ミーク・ミルは4作目のソロ・ミックステープ『Flamers 2: Hottest in the City』をリリースした。この作品が話題となり、T.I.のグランド・ハッスル・レコーズ(Grand Hustle Records)と契約する。
2010年3月12日、ミックステープ『Flamers 3: The Wait Is Over』をリリースする。
2011年にリック・ロスが創設したメイバック・ミュージック・グループと契約を結ぶ。その後は大手雑誌「XXL」で2011年のFreshman Classに選ばれ注目度を急上昇させる。8月には新たなミックステープ『Dreamchasers」をリリースした。
2012年5月7日、ミックステープ『Dreamchasers 2』をリリースする。10月30日にはデビューアルバム『Dreams and Nightmares』を発表し、1週間で16万枚ほどを売り上げ、全米ビルボード200にて初登場2位を記録した。
2013年9月29日、ミックステープ『Dreamchasers 3』をリリースする。
2015年6月29日、2作目のスタジオアルバム『Dreams Worth More Than Money』をリリースし、全米1位を記録する。
2016年10月28日、商業作品となるミックステープ『DC4』をリリース。
2017年7月21日、3作目のスタジオアルバム『Wins & Losses』をリリースし、全米3位を記録する。
2018年11月30日、4作目のスタジオアルバム『Championships』を発表する。アルバムは批評家から高い評価を受け、米ビルボード200にて1位を記録した。アルバムに収録されたドレイクをフィーチャーした楽曲「Going Bad」は米Billboard Hot 100で最高6位とヒットした。
2020年11月20日、EP『Quarantine Pack』をリリースする。

## 刑事訴訟
2008年、ミーク・ミルは麻薬取引と銃所持の罪で有罪判決を受け、11ヶ月から23ヶ月の懲役と8年間の執行猶予を言い渡された。ミルは2009年初頭に5年間の仮釈放契約の下で出所した。2012年12月、ミルは執行猶予違反を犯していることが判明し、裁判官はミルの旅行許可を取り消している。
2013年5月、ミーク・ミルは再び保護観察処分に違反していたことが判明し、エチケットクラスの受講を命じられた。この違反は、要求された通りに旅行計画を報告しなかったことと、彼のケースを担当した保護観察官への脅迫につながるソーシャルメディアへの投稿であった。2014年7月11日、保護観察が取り消され、彼は3ヶ月から6ヶ月の懲役刑を言い渡される。ミルは2014年12月2日に釈放された。
2015年12月17日、仮釈放違反で再び有罪判決を受ける。2016年2月5日、90日間の謹慎処分を言い渡された。判決は3月1日に発効し、ミーク・ミルは働くことが許されず、毎日社会奉仕を行うことが求められた。また、さらに6年間の保護観察処分を言い渡された。2016年6月2日、ミルはさらに8日間の謹慎処分を言い渡された。
2017年3月11日、ミーク・ミルはミズーリ州セントルイスの空港で2人の歩行者に暴行を加えたとして逮捕された。11月6日、仮釈放違反の罪で州刑務所で2年から4年の刑を言い渡された。しかし裁判長を務めたブリンクリーの行動についてFBIの調査が行われたと報道が出る。ミルの弁護士ジョー・タコピナは裁判長の不適切な発言や行動について、「彼女は彼にBoyz II Menの曲を録音し直して彼女を罵倒するよう要求した」「彼女は彼女の友人と契約するために彼にRoc Nationを脱退させようとした」「典型的な裁判官はそうではないのに彼女は彼の社会奉仕活動に現れた」など、いくつかの主張をしている。
2018年2月、内部告発者が逮捕や裁判の過程に多くの誤りがあることを明かし、有罪判決を覆すための控訴が提出された。
2018年4月24日、ミーク・ミルはペンシルベニア州最高裁判所への上告の結果、釈放された。ミルがブリンクリーに逮捕され、保護観察され続けたことで、ブッキング・エージェンシーと経営陣からは数百万ドルの利益を失ったと推定されている。
2019年7月24日、ペンシルバニア高等裁判所はミーク・ミルの上告を認め、2008年の有罪判決を覆し、ブリンクリー判事以外の別の判事で新しい裁判を命じた。

## 人物

### 交際歴と家族

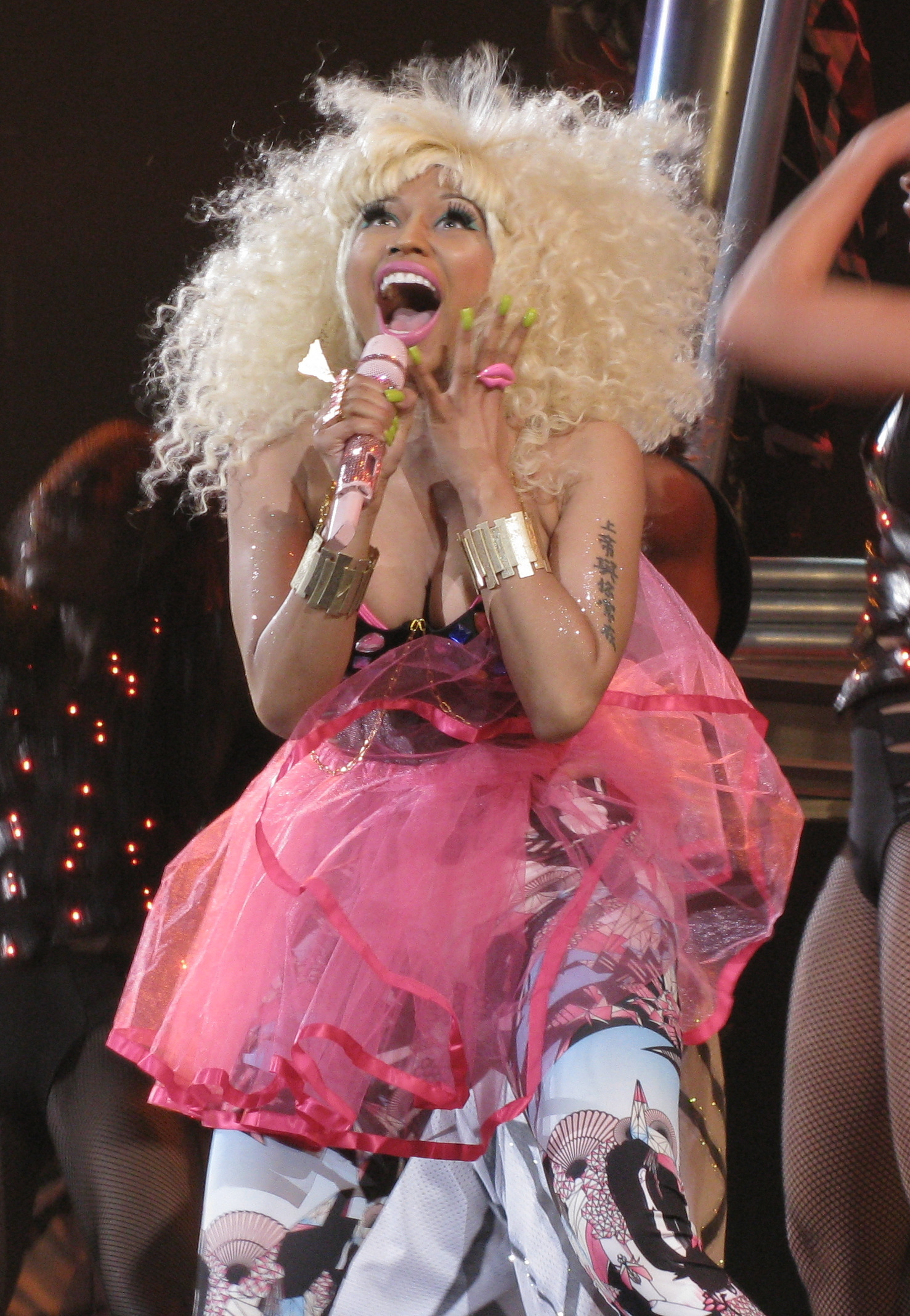
ニッキー・ミナージュ

ミーク・ミルは2015年初頭にラッパーのニッキー・ミナージュと交際を始めた。2017年1月2日、2人は2年間の交際に終止符を打ったと報じられた。2人の破局は、ニッキー・ミナージュの2017年のシングル「Regret in Your Tears」で詳しく語られている。
ミーク・ミルには3人の子供がいる。2020年、ミルのガールフレンドであるミラン・ルージュが彼の第3子を出産した。

## ディスコグラフィー

### アルバム
- Dreams and Nightmares (2012年)
- Dreams Worth More Than Money (2015年)
- Wins & Losses (2017年)
- Championships (2018年)
- Expensive Pain (2021年)